# Pipaldiplosis pipaldiplosis
Pipaldiplosis pipaldiplosis är en tvåvingeart som beskrevs av Mani 1942. Pipaldiplosis pipaldiplosis ingår i släktet Pipaldiplosis och familjen gallmyggor. Inga underarter finns listade i Catalogue of Life.